# جسر السكك الحديدية بولمان تروس
جسرالسكك الحديدية بولمان تروس في سافاج، ماريلاند هو المثال الوحيد الباقى لتصميم ثوري في تاريخ هندسة الجسور الأمريكية. و 160-قدم (48.8 م) امتداد مزدوج (كجسر) جسر جمالون هو واحد من أقدم جسور السكك الحديدية الموجودة في الولايات المتحدة.حاليا، ومع ذلك، فإنه قيد الاستخدام تحمل درب السكك الحديدية طاحونة سافاج عبر نهر باتوكسنت الصغير.وكانت هذه أول عملية تصميم ناجحة لجسر معدني بالكامل المرشح للتبني ويستخدم باستمرار على السكك الحديدية. هذا كان التصميم الذي قد تم تسميته تبعا لمخترعه، يندل بولمان، وهو مهندس من بالتيمور تعلم تعليما ذاتيا.

## روابط خارجية
- Color images of the Bollman Bridge after preservation work
- National Historic Landmark information نسخة محفوظة 11 فبراير 2007 على موقع واي باك مشين.
- American Society of Civil Engineers - Bollman Truss Bridge
- جسر السكك الحديدية بولمان تروس  على موقع ستركتر

- Savage Park نسخة محفوظة 28 مارس 2006 على موقع واي باك مشين.
- History and analysis of the Bollman truss
- Bollman Suspension Truss Bridge, Howard County, including photo in 1985, at Maryland Historical Trust
- قالب:HAER